# Ampasimena
Ampasimena is een plaats en commune in het zuiden van Madagaskar, behorend tot het district Tôlanaro, dat gelegen is in de regio Anosy. Tijdens een volkstelling in 2001 telde de plaats ongeveer 20.000 inwoners.
De plaats biedt enkel lager onderwijs aan. 95% van de bevolking werkt er als landbouwer, 4% houdt zich bezig met veeteelt en 1% actief in de dienstensector. Met name wordt er cassave en koffie verbouwd, maar rijst komt ook voor.